# Odpočívadlo
Odpočívadlo je místo v zahradě anebo parku, určené pro odpočinek. Odpočívadla se budují jako zpevněné plochy podle stejných zásad jako parkové cesty. Většinou se řeší jako dlážděné plochy z kvalitnějších materiálů (kamenné desky, betonové a keramické dlaždice, dřevo apod.). Často jsou vybavena lavicemi a zahradním nábytkem.

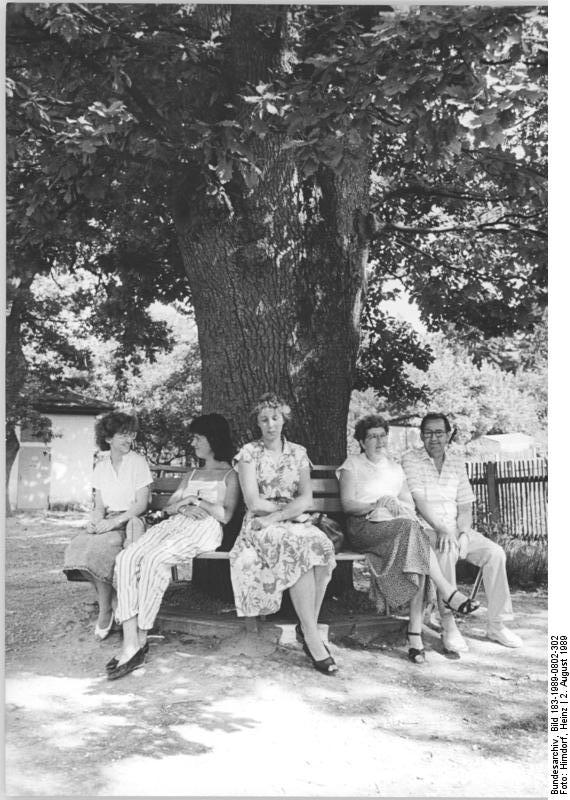
odpočívadlo pod stromem

## Umístění
Vhodná jsou nejen na vyhlídkách, v průhledech, ale i v uzavřeném intimním zákoutí. Často bývají chráněna korunami stromů. Brzy na jaře a na podzim jsou vyhledávána především odpočívadla na plném slunci, v závětří, kde je velmi milé posezení za prvních jarních slunečných dnů. Tato výslunná místa je třeba chránit proti studenému větru volně rostoucími porosty dřevin, nejlépe jehličnany. Naopak zase v létě, kdy o teplé až horké dny není nouze, je vyhledáván spíše stín stromů, popřípadě v blízkost vodní hladiny. Mnozí lidé milují déšť, který je zvláště v létě velmi osvěžující. Pro milovníky tohoto prostředí má být odpočívadlo sice zastřešené, jinak však co nejvíce otevřené. Závětří ze stavebních hmot (sklo, keramika, laminát, kámen, dřevo, cihly, kov, beton) jsou vhodná spíše v blízkosti budov. Někde je doporučováno i použití průhledných plastů. V mnoha úpravách je vzhlednější zátiší oddělit od zbytku kompozice volně rostoucími, nebo stříhanými keři, nebo i terénní nerovností. V parcích léčebných ústavů, horských ozdravoven a lázních se upravují některá odpočívadla jako přístřešky pro zahradní nábytek a přenosná lehátka. Tato místa je třeba také chránit proti studenému větru.

## Použití
Účelem odpočívadel je poskytnout příjemné posezení v hezkém prostředí, v klidu a v kteroukoliv denní nebo roční dobu. Odpočívadla jsou umísťována v zahradě na takových místech, odkud lze využít hezké pohledy na zahradní kompozice, nebo na krásnou krajinu v okolí. Nejbližší okolí odpočívadla je, stejně jako u jiných exponovaných míst, podle těchto nároků upraveno. Zvláště výsadbám květin a dřevin v těchto místech je věnována velká péče. Je předpoklad, že zde bude možno příjemně a zdravě trávit volný čas. A podle těchto požadavků mají být odpočívadla také zařízena a vybavena.

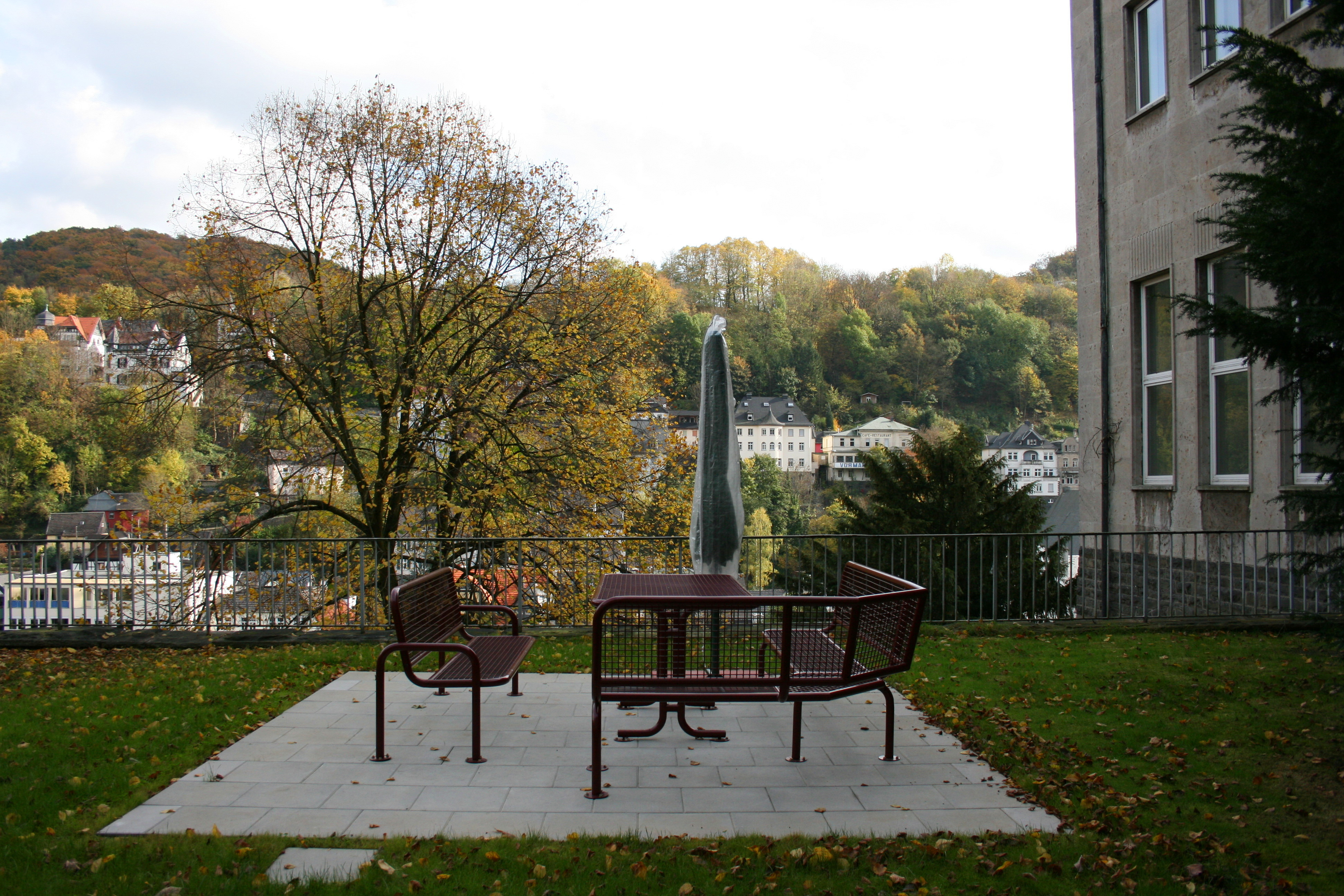
odpočívadlo na zvýšené terase

## Úprava
Povrch odpočívadel (podlaha) má být rovná, s mírným jednostranným spádem, aby voda mohla snadněji odtékat. Podlaha odpočívadel může být vydlážděna buď přírodním kamenem, betonovými deskami, nebo cihlami. V nekrytých odpočívadlech je mírně plocha podlahy odpočívadla vyspádována (0,5—1 %) směrem do trávníku kvůli dešťové vodě. Cihly na volných odpočívadlech musí být používány opatrně, protože méně vypálené kusy, jaké se většinou (od konce ½ 20. století) prodávají, se přes zimu rozpadnou. Totéž platí i o měkké opuce, která se během několika málo let zcela rozpadne. Podkladem celé dlažby je 8 až 15 cm hluboká vrstva štěrku (podle propustnosti matečných hornin).
Odpočívadla mohou být doplněna drobnými zahradními stavbami a architektonickými doplňky. Lavičky se musí umístit na zpevněnou plochu, aby nebránily údržbě trávníku. Aby toto zařízení mohlo být využito i v zimním období, nebo za nepříznivých povětrnostních podmínek, zřizují se kryty a závětří ze stavebních hmot a živých plotů.
Každé odpočívadlo má mít krytou aspoň jednu stranu. Zdůraznění nebo naopak částečné krytí boků odpočívadla se řeší stavebními prvky a zelení. Přispívá to k příjemnému pocitu při pobytu na odpočívadle. Jde-li o kryté odpočívadlo nebo závětří, je tato podmínka zpravidla splněna. U volných odpočívadel je to řešeno různým způsobem. Jednou z možností je pergola porostlá pnoucími rostlinami. Další možností jsou zástěny z různého materiálu, jako např. z kamene, cihel a různých tvárnic, ať již betonových, nebo keramických. Tyto zástěny nemusí být vysoké, stačí obvykle 150–160 cm. Staví se s mezerami tuk, aby působily vzdušně. Zvlášť pěkně působí červené materiály, jejichž barva teple harmonuje s okolní zelení. Zajímavé a velmi ozdobné jsou například komínovky nebo i drenážní trubky. Cihly a měkčí kominický materiál konzervujeme proti mrazu a vlhku nátěrem, například přípravkem Lukofob. Odpočívadlo může být ovšem jednoduše kryto stěnou ze živého plotu, nebo volně rostoucími keři.
U odpočívadel, jejichž poloha je níže než okolní terén, je velmi důležité upravit v celém místě drenáž kvůli odvodnění. Ve vyznačeném půdorysu odpočívadla se vykopou rýhy a vyplňují se hrubým stavebním odpadem nebo trativodkami, odvádějícími vodu do vsakovacích jam nebo přímo do kanalizace.

## Odpočívadlo u domu
V moderním pojetí bydlení stále více dochází k prolínání zeleně do obydlí a jejím propojení s vnějším světem. V rodinných zahrádkách je dlážděné odpočívadlo nejlepší náhradou za besídky. Zastiňuje se stromem, budovou, někdy i pergolovitým přístřeškem, plátěným slunečníkem, žaluziovým závětřím apod. Většího souladu se zahradou lze u odpočívadla docílit, jestliže jeho půdorys odpovídá tvaru a členění terénu. Může mít i lichoběžníkový, oválný nebo mnohoúhelníkový tvar, a splňuje-li očekávaný účel, je jeho přítomnost v zahradě zcela na místě. Půdorys a vzhled terasy využívané k pobytu ve volném prostoru je více přizpůsoben architektuře objektu a často bývá jeho nedílnou součástí. Proto také bývá terasa nejčastěji obdélníková a čtvercová. Při vhodném uspořádání může být vhodné použít u odpočívadla i půdorysný základ tvaru „L“ nebo základ tvaru „U“. Nadhled z plochy terasy je jedním z důležitých aspektů stavebního řešení. Výškový rozdíl má však své meze. Není-li zajištěno náležité spojení se zahradou, dostává terasa charakter balkónu. Ideální výškový rozdíl mezi trávníkem a dlážděnou plochou je 45 až 60 cm. Dalším vhodným prvkem odpočívadla je plocha udržovaného zeleného trávníku, do něhož se celá partie s odpočívadlem dá začlenit. Příchodové cesty mohou být vytvořeny z přírodní dlažby nebo betonových desek v trávě.

### Jídelna v zahradě
Pro odpočívadlo je vhodné každé místo, které může sloužit odpočinku, hlavně různá zákoutí. Podle velikosti zahrady slouží odpočívadlo jako jídelna v zahradě. Zřizuje se poblíž domu, aby se jídlo a nádobí nemuselo daleko nosit. Stále více jsou v oblibě stavební úpravy, při nichž je vchod z obývacího pokoje nebo z jídelny přímo do zahrady. Dveře bývají obvykle skleněné a širší, takže za dveřmi je nejen volný pohled do zahrady, ale vhodný prostor pro vytvoření plochy navazující přímo na tento obývací prostor v domě, ideální pro jídelnu v zahradě. Odpočívadlo u domu může být zhotoveno buď na stejné výškové úrovni s ostatním terénem, nebo může být více nebo méně vyvýšeno, takže vzniká terasa a vchází se do zahrady po schodech. Terasovitě úpravy odpočívadla mají svůj zvláštní půvab proto, že takové odpočívadlo před vchodem do obývacího pokoje je zajímavou kompozicí při řešení zahrady a pohled z vyvýšeného stanoviště do zahrady je oceňovaný, zvláště počítá-li architekt s tímto pohledem.

## Zahradní nábytek na odpočívadle
Jednotlivé lavičky a jejich skupiny se zejména umisťují na okraj širokých cest, na rozšířená místa u budov, na křižovatkách parkových cest. Pokud jsou lavičky umístěny pod strom přímo do trávníku, je třeba položit před lavičku souvislou řadu kamenných nebo betonových desek a příchod upravit ze šlapáků. Jsou-li součástí odpočívadla stabilní lavičky, jejich deska k sezení bývá 40 cm nad zemí. Lavičky bez opěradla jsou pro delší posezení méně pohodlné, proto je jako opěradlo vhodné využít stěnu opěrné zídky, nebo opěradlo může tvořit opracovaná fošna, připevněná ke konstrukci lavičky. Sedadla z laťovek mohou mít obdobné opěradlo, uchycené například ke konstrukci pergoly. Odpočívadlo ovšem může být vybaveno nejen lavičkami, ale i křesly nebo jinými sedátky a popřípadě stolkem. Typ zahradního nábytku na odpočívadle ovšem musí odpovídat prostředí a stylu zahrady tak, aby nepůsobil neúmyslně rušivě. Často užívané jsou rustikální lavice, zhotovené z rozpůlené silnější kulatiny s přírodním povrchem. Jako sedátka je možné použít například i pouhé špalky ze silnější kulatiny s přírodním povrchem. Místo centrálně umístěného stolu je často na odpočívadle v obytné zahradě vystavěn zděný nebo kamenný gril, což je vhodné, pokud je toto zařízení během sezóny dostatečně využíváno.
Z běžně vyráběného zahradního nábytku jsou velmi pohodlná proutěná křesla i stolky, která se dobře hodí do zahradního prostředí. Musí však být chráněna před deštěm. Velmi praktická i hezká jsou křesla z ocelové kulatiny vypletená bužírkou. Tento druh nábytku také netrpí počasím. Zahradní plastový nábytek může trpět mrazem, rychle stárne a podle provedení se i nový může lámat. Je však relativně levný a pohodlný. Plastový nábytek je vhodný pro celoroční použití, mimo zimního období. Běžný ratanový nábytek není příliš vodný do zahrady pro celoroční používání, jen pro příležitostné užití. Vlivem vlhkosti, hub a plísní se rozpadá. Vhodně povrchově ošetřený kvalitní kovový nábytek zpravidla zhotovený na zakázku není nutné na zimu uschovávat, jakkoliv je to vhodnější. Lze jej nakoupit i v kombinaci s krásným tvrdým dřevem cenných exotických stromů rostoucích v deštných pralesích Amazonie, Afriky, nebo Nového Zélandu. Takové dřevo je velmi odolné a při dobré péči často vydrží až dokud neomrzí. Samozřejmě záleží na kvalitě zpracování stejně jako u jiných materiálů.